# جوني كنور
جوني كنور (بالإنجليزية: Johnny Knorr)‏ هو قائد فرقة ‏ أمريكي، ولد في 24 مايو 1921، وتوفي في 29 أغسطس 2011.

## وصلات خارجية
- الموقع الرسمي